# 外国文学 (俄文杂志)
外国文学（俄语：Иностранная литература），是苏联及俄罗斯的文学艺术月刊杂志。1955年创刊。

## 历史
1891年至1916年，俄罗斯帝国出版有《外国文学通讯》。苏联早期出版有《世界革命文学》（1931年－1932年）和《国际文学》（1933年－1943年）。
《外国文学》于1955年7月创刊，作为苏联作家协会机关刊物，主要介绍外国文学及理论。1957年9月，《外国文学》出版了中国文学专号，并刊载了周恩来的题词。
1990年6月，根据新颁布的《苏联报刊与其他大众传媒法》，《外国文学》变为独立的出版物，不再是苏联作家协会的机关刊物。

## 刊载的作品
杰罗姆·大卫·塞林格的，哈波·李的《杀死一只知更鸟》，威廉·福克納的《坟墓的闯入者》和《喧嘩與騷動》，威廉·戈尔丁的《尖顶教堂》，加夫列尔·加西亚·马尔克斯的《百年孤独》，川端康成的《山之音》，多克托罗的《拉格泰姆时代》，斯蒂芬·金的《再死一次》，爱德华·阿尔比的《贝西·史密斯之死》，欧仁·尤内斯库的《犀牛》等。

## 历任主编
| 任期           | 姓名                      |
| -------------- | ------------------------- |
| 1955年－1963年 | 亚历山大·恰科夫斯基       |
| 1963年－1969年 | 鲍里斯·留里科夫           |
| 1969年－1970年 | 康斯坦丁·丘古诺夫（代理） |
| 1970年－1988年 | 尼古拉·费德林             |
| 1988年－1990年 | 钦吉斯·艾特玛托夫         |
| 1990年－1993年 | 弗拉基米尔·拉克申         |
| 1993年－2005年 | 阿列克谢·斯洛韦斯宁       |
| 2005年－2008年 | 阿列克谢·米赫耶夫         |
| 2008年－       | 亚历山大·利维尔甘特       |